# Wijngaarden (Zuid-Holland)
Wijngaarden (in de volksmond: Wingerde) is een Nederlands dorp in de provincie Zuid-Holland dat tot de gemeente Molenlanden behoort. Dit langgerekte, landelijke dorp ligt vlak bij Sliedrecht, heeft een oppervlakte van 638 hectare en telde per 1 juli 2012 246 woningen en per 1 januari 2023 730 inwoners.
Van 1817 tot 1986 was Wijngaarden een zelfstandige gemeente. Daarna ging het op in de gemeente Graafstroom. Van 2013 tot 2019 behoorde het tot de toenmalige gemeente Molenwaard.
Wijngaarden is het laagstgelegen dorp in de Alblasserwaard. Tijdens de watersnood van 1953 kwam het dorp onder water te staan. Er is een watersteen in een gevel van een huis in de Dorpsstraat geplaatst als aandenken.

## Geschiedenis
Wijngaarden vormde met Ruigbroek (ook Ruygbroek, Ruijgbroek, Ruybroek of Ruijbroek), al voor 1283 een zogenaamde heerlijkheid. De heerlijkheid is onder meer in het bezit geweest van de heren van Brederode. Godschalk Oem, prominente voorouder van het geslacht Oomen, die in 1451 de heerlijkheid wist te verwerven nam als eerste de naam Van Wijngaarden aan. In later tijd was de patriottenleider Cornelis Johan de Lange vrijheer van Wijngaerden en Ruygbroek. Hij stond bekend als De Lange van Wijngaerden en was, als commandant van het Goudse Vrijkorps, verantwoordelijk voor de aanhouding van Prinses Wilhelmina bij Bonrepas en haar gedwongen verblijf bij Goejanverwellesluis.

## Oudheidskamer
Een oudheidskamer was gevestigd in de voormalige raadkamer van Wijngaarden en werd beheerd door de Historische Vereniging Binnenwaard.  De gehele verzameling is verhuisd naar Boerderij Gijbeland in Bleskensgraaf. Dit is nu het museum van de Historische Vereniging Binnenwaard.

## Relatie met de Friese gemeente Het Bildt
Op 22 februari 1505 sloot hertog George van Saksen een overeenkomst met de gebroeders Dirk, Floris, en Jacob van Wijngaarden, en Thomas Beukelaar, de schoonzoon van een van hen. Deze Zuid-Hollandse Heren zouden de kwelders van Het Bildt laten indijken tegen vrijstelling van pacht gedurende het eerste jaar. Zij zetten arbeiders uit onder meer Wijngaarden aan het werk. Er kwam een kaarsrechte weg, met drie dorpjes. Een daarvan werd Wijngaarden genoemd. Dit nieuwe Wijngaarden vormde een rooms-katholieke parochie die aan de apostel Jakobus was gewijd. Na verloop van tijd ging de naam van de parochie (Sint Jacobiparochie) over op het dorp en verdween de verwijzing naar het oorspronkelijke Wijngaarden.

## Geboren in Wijngaarden
- Herbertus Bikker (1915-2008), oorlogsmisdadiger
- Sara Kroos (1981), cabaretière